# 2013년 첼랴빈스크 운석 낙하

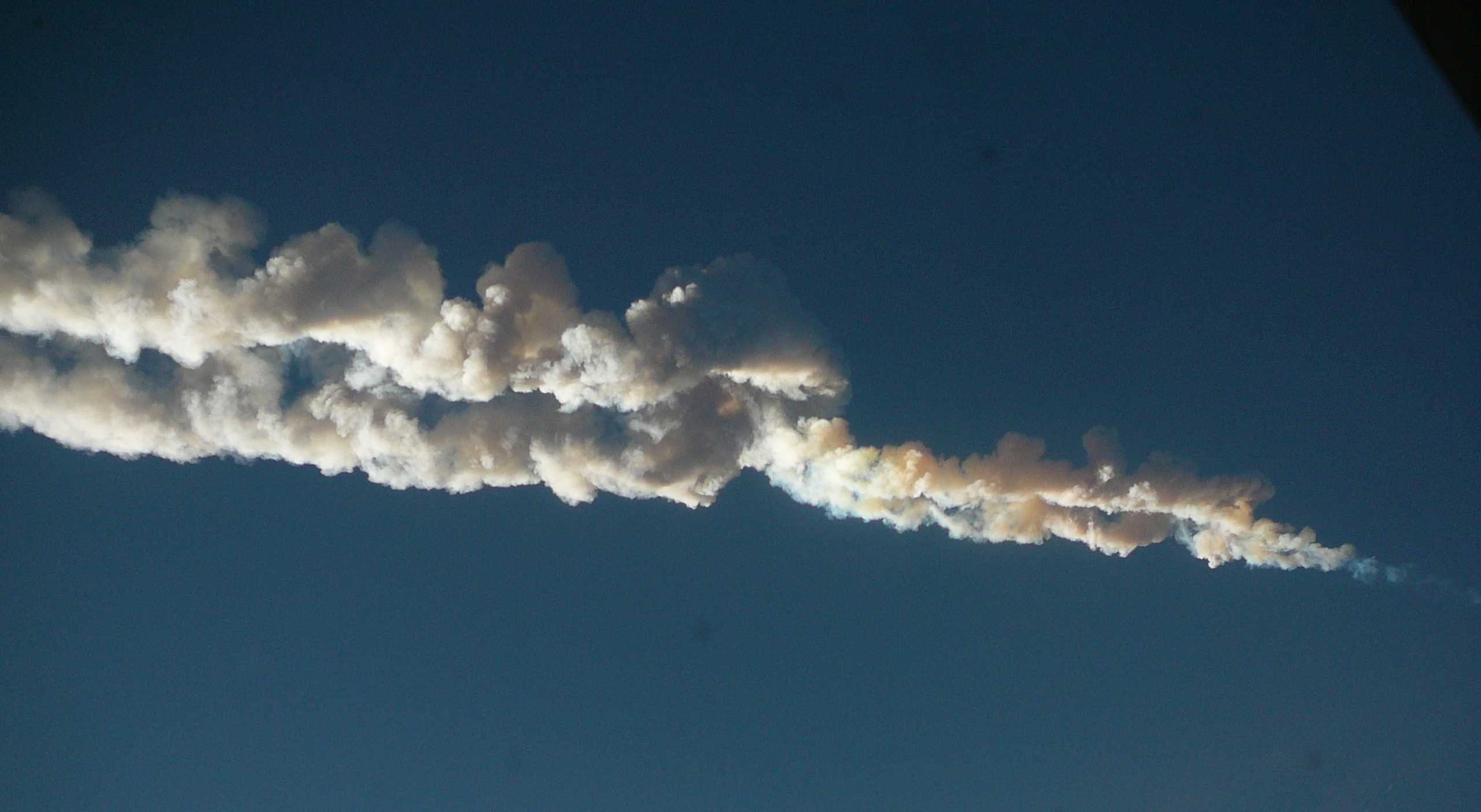
운석이 지나간 자리에 남은 유성흔

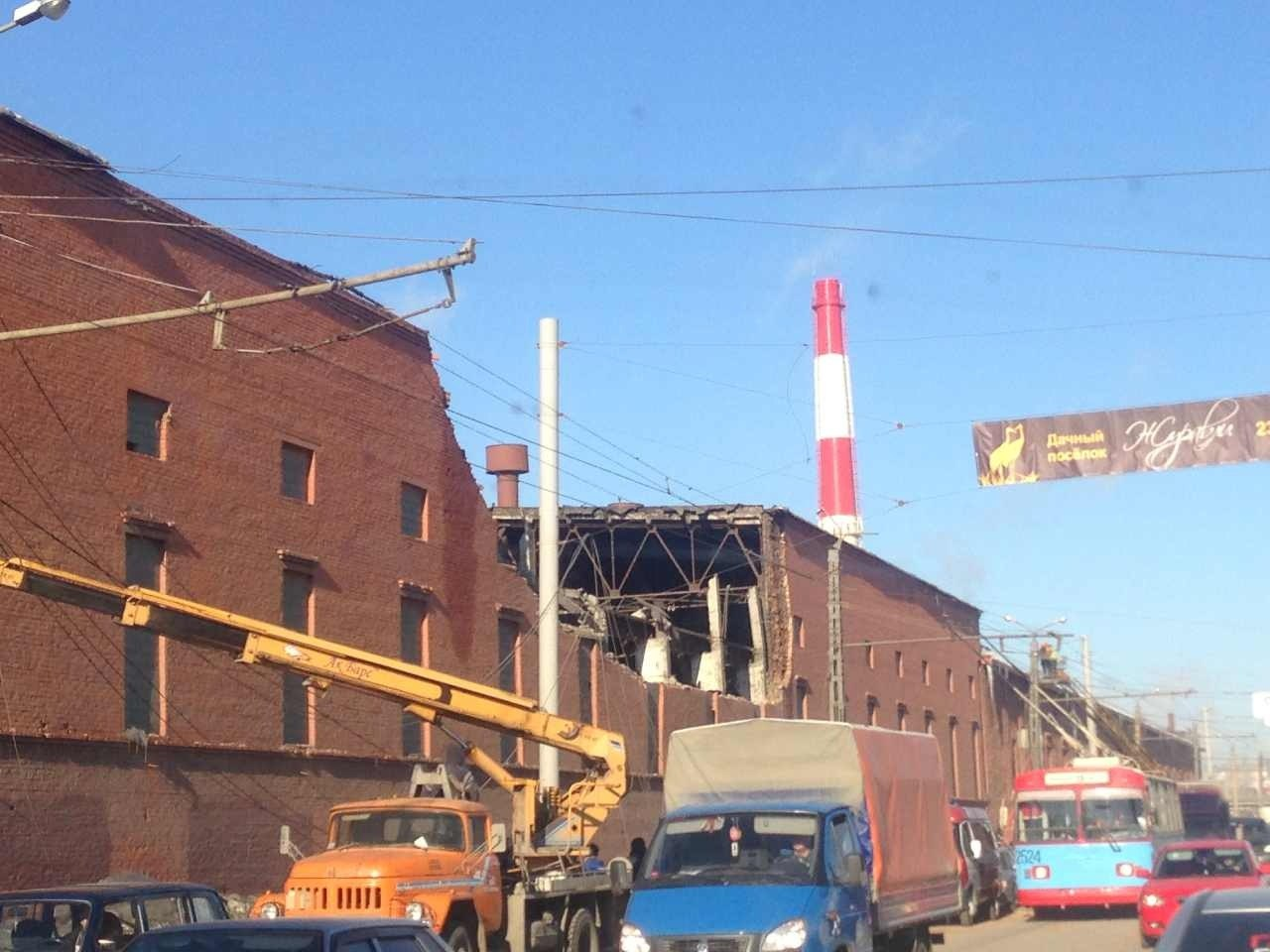
공장의 천장과 벽이 무너진 모습

2013년 첼랴빈스크 운석 낙하는 2013년 2월 15일 9시 15분 (예카테린부르크 시간 (YEKT))에 러시아 우랄 연방관구의 첼랴빈스크주 부근에서 발생한 약 1만 톤 운석의 낙하와 운석의 통과에 의해 발생한 충격파에 의해 발생한 자연 재해이다.

## 의의
운석의 낙하에 의한 최초의 대규모 재해이다.

## 언론사들의 보도
처음 여러 언론들은 2월 16일 새벽에 스쳐갈 '2012 DA14'소행성의 징조라고 밝혔다.

## 피해
러시아는 1200여 명이 부상을 당하고 대한민국 원화 기준으로 약 350억 원의 피해가 발생했다고 밝혔다.

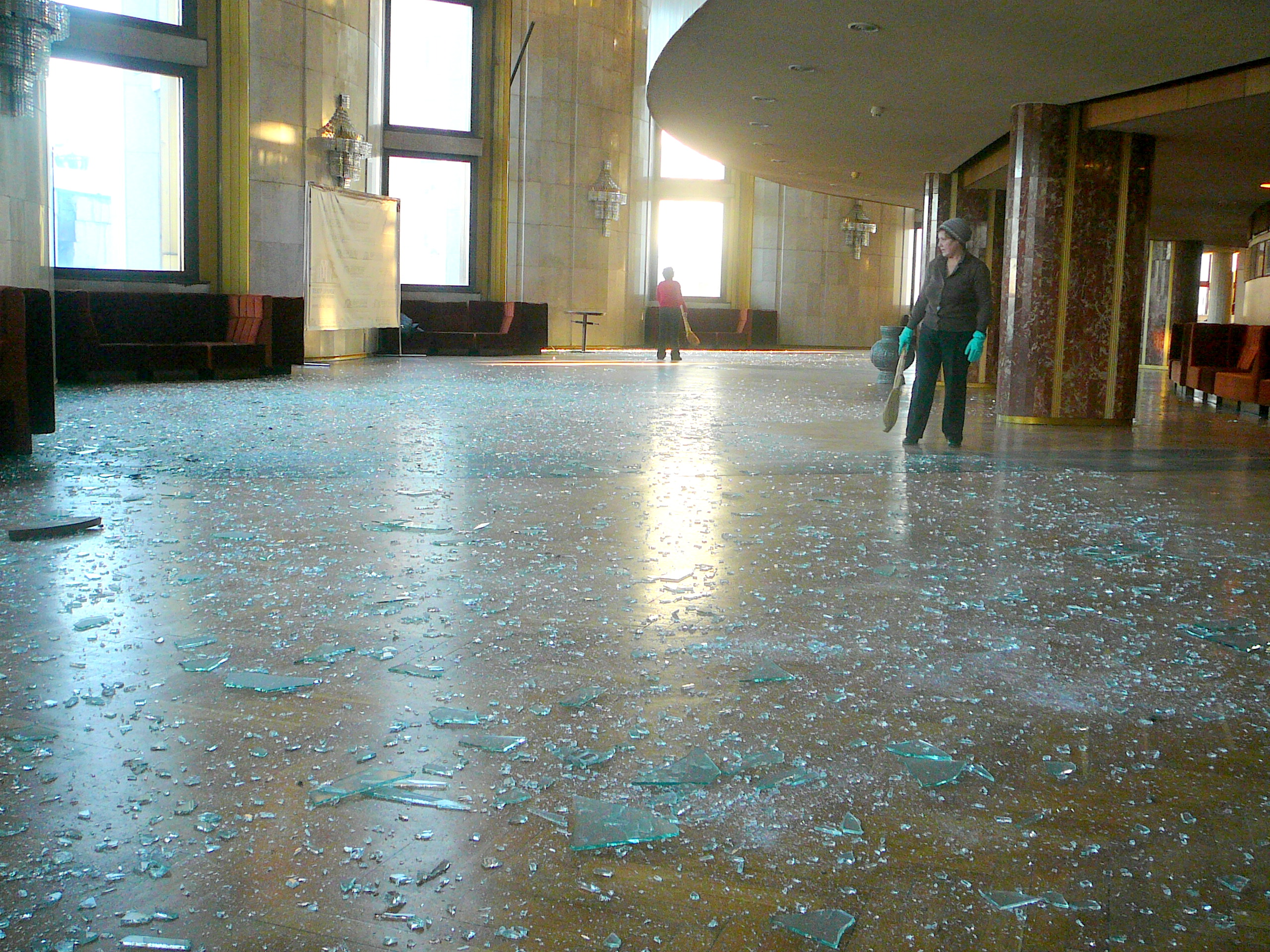
운석으로 인해 창문이 깨진 모습

## 특징
한편 미국 항공 우주국(NASA)은 2월 15일 19시 20분 경 (협정 세계시 기준, 한국 시간(협정 세계시 +9)으로는 2월 16일 4시 20분 경), 러시아에 떨어진 운석의 크기가 직경 17m, 무게 1만 t으로 추정된다고 하며 이번에 러시아에 떨어진 운석의 대기권 돌입 시 추정 속도는 초속 32.5km이며 돌입 후 30초 동안 태양보다 밝은 불빛이 있었던 것으로 보인다고 밝혔다.

## 2012 DA14와의 관련성
또, 2월 15일에 지구를 스쳐간 '2012 DA14'소행성과는 관련이 없어 보인다고 전했다. 소행성은 남에서 북으로 지구 옆을 통과했고 운석은 반대로 북에서 남으로 이동했으나 우연히 그렇게 이동한 것이라는 설명이다.
그리고 러시아 과학 아카데미는 이날 운석의 크기가 몇 미터 정도이며 무게는 약 10 t이라는 추정치를 내놨다.

## 위력
또, NASA는 운석의 위력이 히로시마에 투하된 원자폭탄의 30배가 넘는 것으로 분석했다. 대기권에 진입할 때 대기층과 충돌을 일으켜 폭발하면서, 발생한 폭발력을 500kt으로 수정 평가했다.
캐나다 웨스턴 온타리오대학교 천문학 센터의 피터 브라운 소장도 첼랴빈스크주에서 폭발한 운석이 최근 100년 사이 지구에 떨어진 가장 강력한 우주 물체라고 분석했다면서 첼랴빈스크 주에서 1,000 명 이상의 부상자가 발생한 것은 폭발에 따른 충격파가 그대로 도시로 전달됐기 때문이라고 분석했다.

## 여담
운석 낙하를 기념하여 낙하일로부터 1년 뒤인 2014.2.15일에 결승전이 열리는 2014년 동계 올림픽 경기의 우승자에 금메달외에 운석 금메달을 제작 수여했다.

## 같이 보기
- 1972년 대낮 대화구
- 토리노 척도
- 빅토르 안